# Amy Adams
Amy Lou Adams (Aviano, 20. kolovoza 1974.) američka je glumica. Prvu je zapaženiju filmsku ulogu ostvarila 1999. godine u komediji Crkni ljepotice, a 2005. je nominirana za Oscara za najbolju sporednu glumicu za film Junebug. Postala je poznata ulogama u filmovima Uhvati me ako možeš, Začarana, Sumnja (za koji je ponovo nominirana za Oscara za najbolju sporednu glumicu), Julie i Julia, Cure biraju i Boksač (treća nominacija za Oscara za najbolju sporednu glumicu). Godine 2012. glumit će Janis Joplin u biografskom filmu Janis Joplin: Get It While You Can.
Amy Adams rođena je u Italiji, u zračnoj bazi Aviano, a dio je najranijeg djetinjstva provela u zračnoj bazi Caserma Ederle kod Vicenze, gdje joj je otac služio u zrakoplovstvu. Odrasla je u gradu Castle Rock, Colorado. Ima šestero braće i sestara.
Živi sa zaručnikom, glumcem Darrenom Legallom. U svibnju 2010. dobili su kćer Avianu.

## Vanjske poveznice
- Amy Adams u internetskoj bazi filmova IMDb-u (engl.)